# Lasioglossum neurophlaurum
Lasioglossum neurophlaurum là một loài Hymenoptera trong họ Halictidae. Loài này được Moure mô tả khoa học năm 1956.